# Querido Mundo
Querido Mundo é um futuro filme brasileiro de drama com direção de Miguel Falabella, codirigido por Hsu Chien, baseado na peça homônima escrita por Falabella em 2008. A estreia está prevista para 2025, com distribuição da O2 Play.
O longa foi selecionado para o 53º Festival de Cinema de Gramado, onde disputa o Kikito, o principal prêmio da mostra competitiva nacional.

## Sinopse
A história se desenrola em uma pequena cidade do interior do Rio de Janeiro, onde Elsa (Malu Galli) vive um casamento desgastado com Gilberto (Marcelo Novaes), um homem rude e sem escrúpulos. Cansada da rotina sem graça e das frustrações ao lado do marido, Elsa já não alimenta sonhos nem expectativas para o futuro.
Seu vizinho, o engenheiro Oswaldo (Eduardo Moscovis), também atravessa uma fase conturbada. Seu relacionamento com Odília (Danielle Winits) está por um fio, já que ela deseja se separar, e sua carreira perdeu o sentido, deixando-o desmotivado. Às vésperas do Ano Novo, Elsa e Oswaldo acabam presos sob os escombros de um prédio abandonado. Nesse cenário inusitado, surge a chance de aproximarem seus mundos, trocarem confidências e viverem momentos tão inesperados quanto divertidos.

## Elenco
- Malu Galli
- Eduardo Moscovis
- Marcello Novaes
- Danielle Winits
- Cintia Rosa
- Pia Manfroni